# محطة سكة حديد بانكوك
محطة سكة حديد بانكوك المعروفة باسم محطة هوا لامفونغ هي محطة السكك الحديد الرئيسية في بانكوك في تايلاند. تقع المحطة في منطقة باثون وان وسط المدينة، ويتم تشغيلها من قبل السكك الحديدية الحكومية في تايلاند.

## التسمية
بحسب محطة السكك الحديدية في تايلاند يعتبر الاسم الرسمي للمحطة باللغة التايلاندية ساثاني روتفاي كرونجغ ثيب ومحطة بانكوك باللغة الإنجليزية. في المقابل يعتبر اسم محطة هوا لامفونغ الاسم الغير الرسمي والشائع للمحطة، حيث يستخدمه كل من المسافرين الأجانب والسكان المحليين على حد سواء. كما يستعمل غالبًا في أدلة السفر والصحافة العامة.

## تاريخ
في 25 يونيو 1916، افتتحت المحطة بعد ست سنوات من البناء الذي بدأ في عام 1910 إبان عهد الملك شولالون كورن وانتهى في عهد الملك فاجيرافود.
احتل موقع المحطة من قبل المركز الوطني السابق لصيانة السكك الحديدية، والذي تم نقله إلى مكاسان في يونيو 1910. على الموقع المجاور للمحطة القديمة، يحتفل عمود بتدشين شبكة السكك الحديدية التايلاندية في عام 1897.
تم بناء محطة القطار على طراز عصر النهضة الإيطالي الحديث، مع أسقف خشبية مزينة ونوافذ زجاجية ملونة، على غرار النموذج الأولي لفرانكفورت هاوبتباهنهوف في ألمانيا. يُنسب هذا الفن المعماري إلى المهندس المعماري لمدينة تورينو ماريو تامانيو، إلى جانب مواطنه أنيبال ريغوتي (1870-1968)، اللذان كانا المسؤولين أيضًا عن تصميم العديد من المباني العامة الأخرى في أوائل القرن العشرين في بانكوك. صمم الزوجان قصر بانغ خون فروم (1906) وقاعة العرش أنانتا ساماخوم في الساحة الملكية (1907-1915) وقاعة سوان كولالب السكنية وقاعة العرش في حديقة دوسيت.
تضم المحطة 14 منصة و 26 كشك تذاكر، واثنين من لوحات العرض الكهربائية. كما تقدم المحطة أكثر من 130 قطارًا وحوالي 60,000 مسافرا يوميًا. منذ عام 2004، تم توصيل المحطة بواسطة ممر تحت الأرض إلى محطة مترو الأنفاق هوا لامفونغ (مترو ميتروبوليتان رابيد ترانزيت). تعتبر المحطة أيضا محطة للقطارات الفاخرة مثل المحطة الشرقية والشرقية إكسبريس، والاكسبريس الدولي إلى ماليزيا.
في 25 يونيو 2019، تم الاحتفال بالذكرى 103 لمحطة هوا لامفونغ مع جوجل دودل.

## الإغلاق

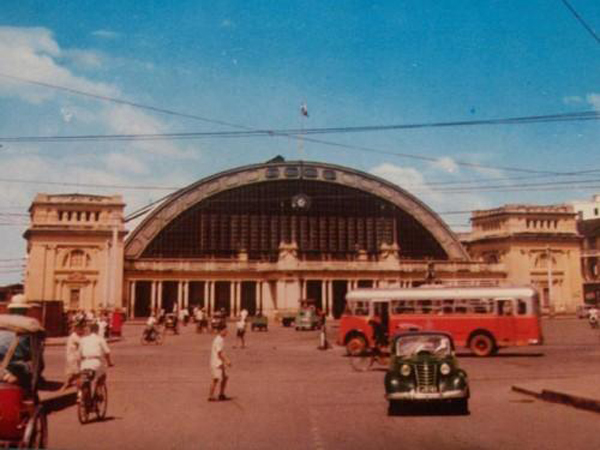
محطة هوا لمفونغ في بانكوك: محطة القطارات التاريخية التي افتتحت في 1916

من المقرر إغلاق المحطة لتصبح محطة رئيسية في عام 2021، حيث يتم تحويلها إلى متحف. ومن المفروض أن تغير المحطة اسمها وتصبح محطة هوا لامفونغ. تخطط السكك الحديدية التايلاندية لنقل محطة بانكوك المركزية إلى محطة بانغ سو المركزية.

## معرض الصور

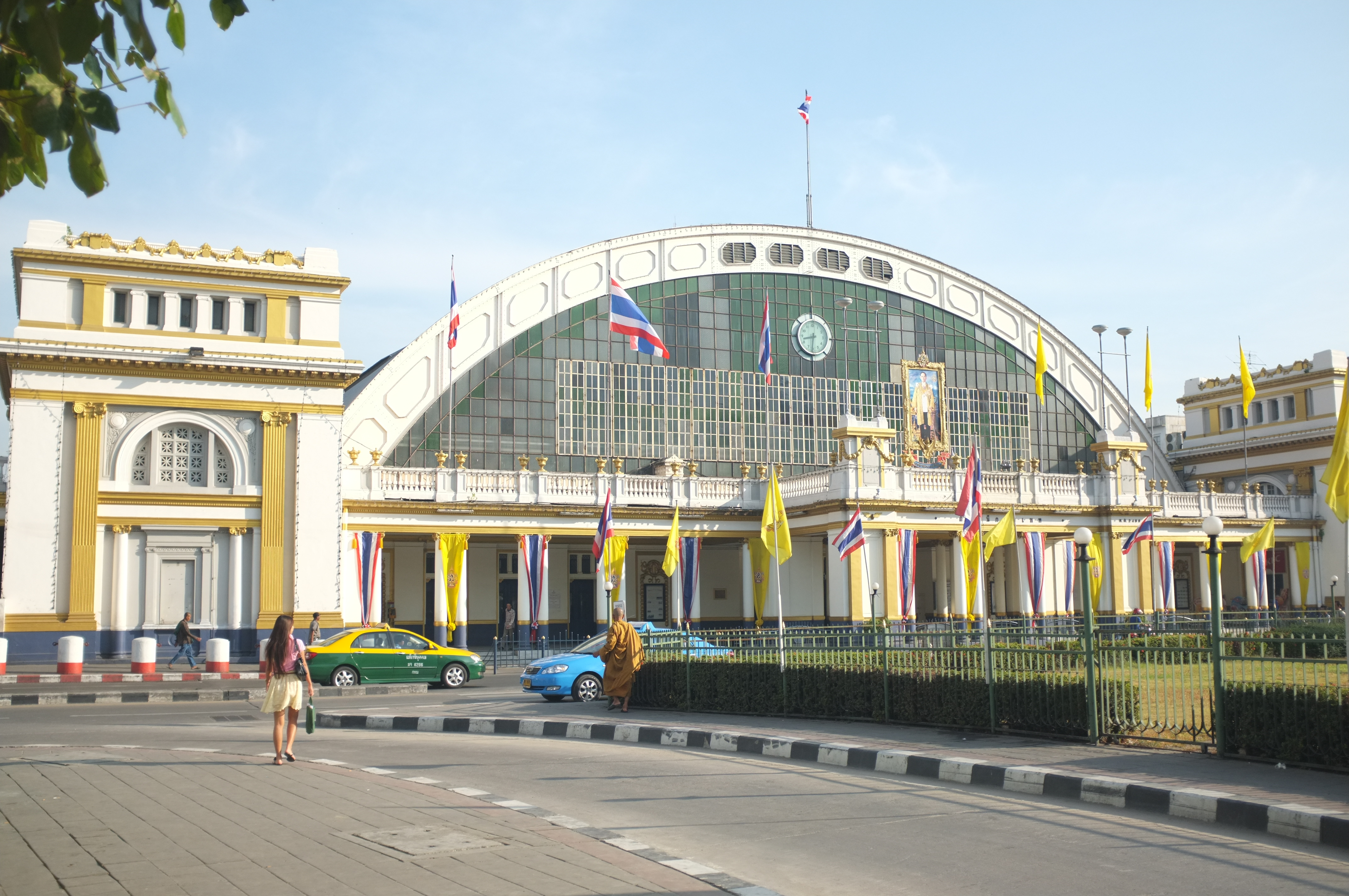
الواجهة الرئيسية للمحطة
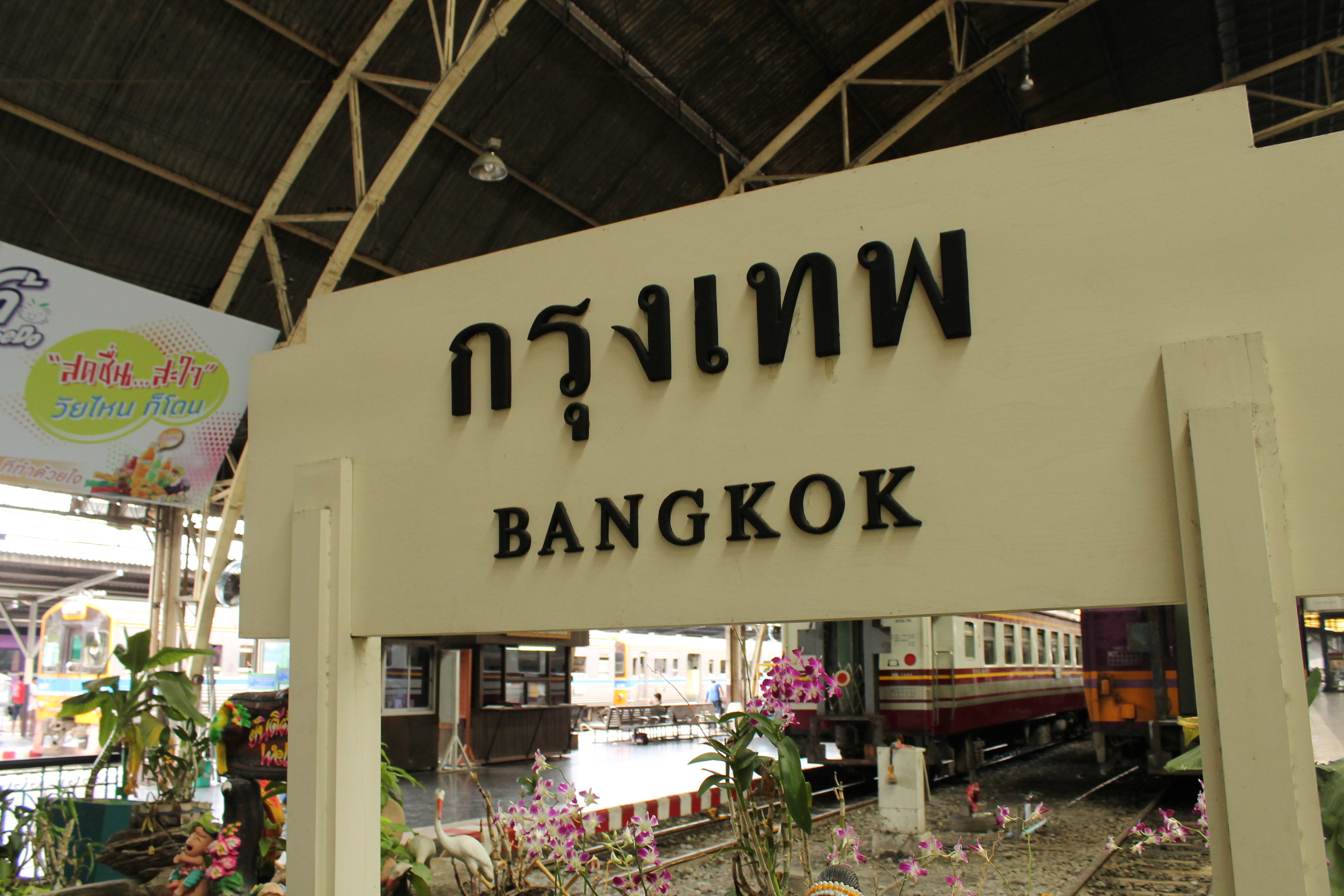
علامة محطة هوا لامفونغ
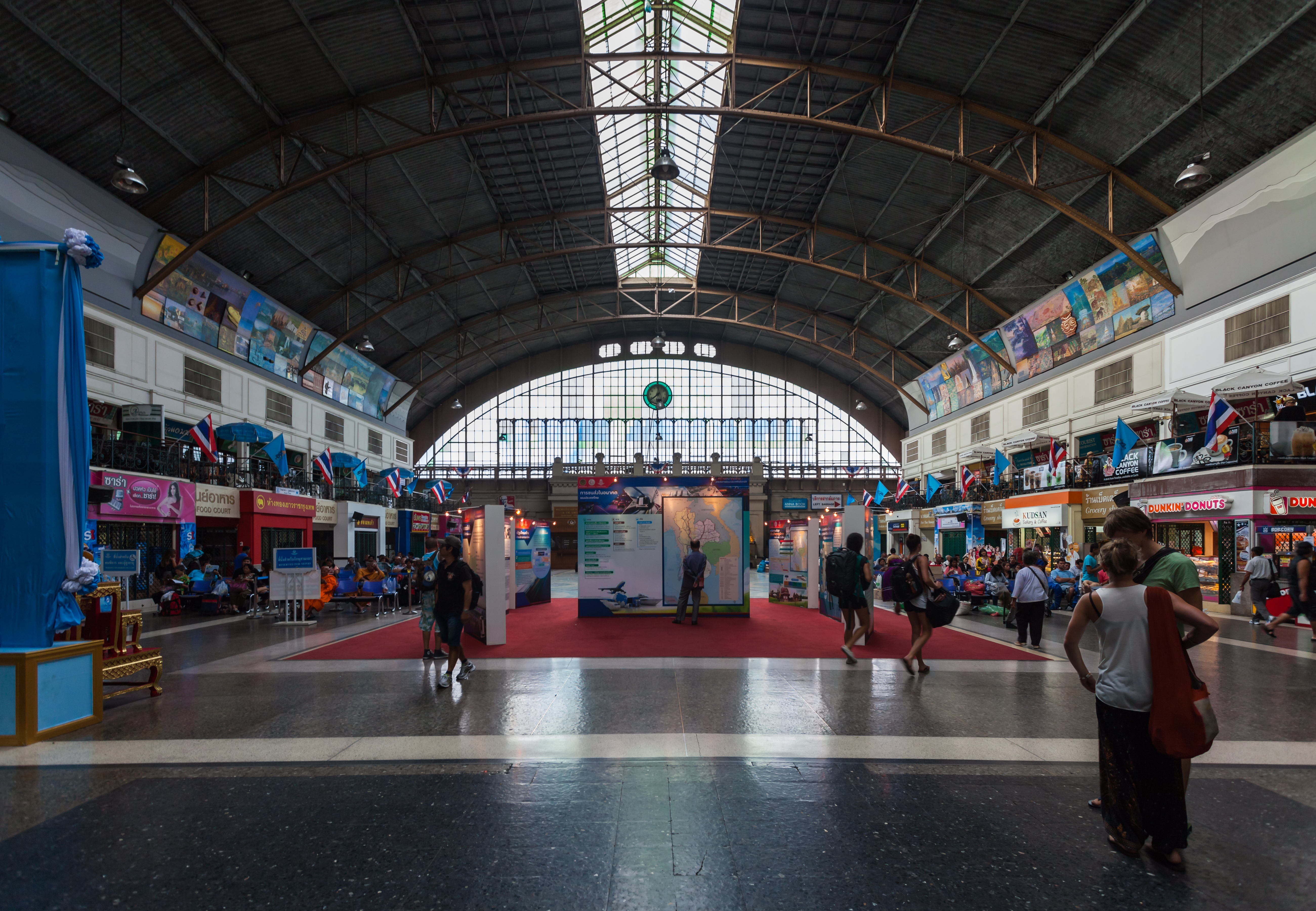
المنظر الداخلي للمحطة (أغسطس 2013)
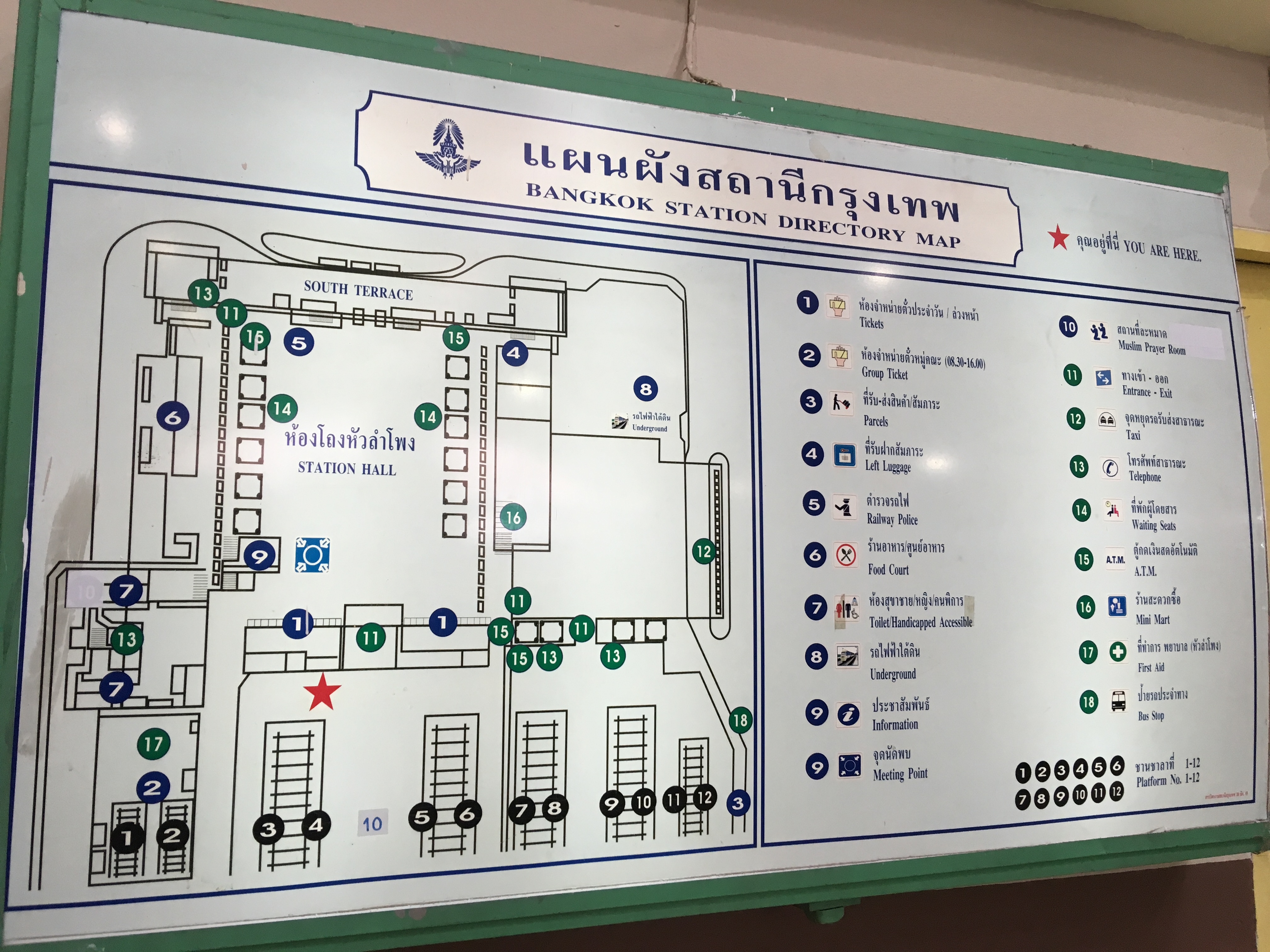
خريطة الاتجاهات
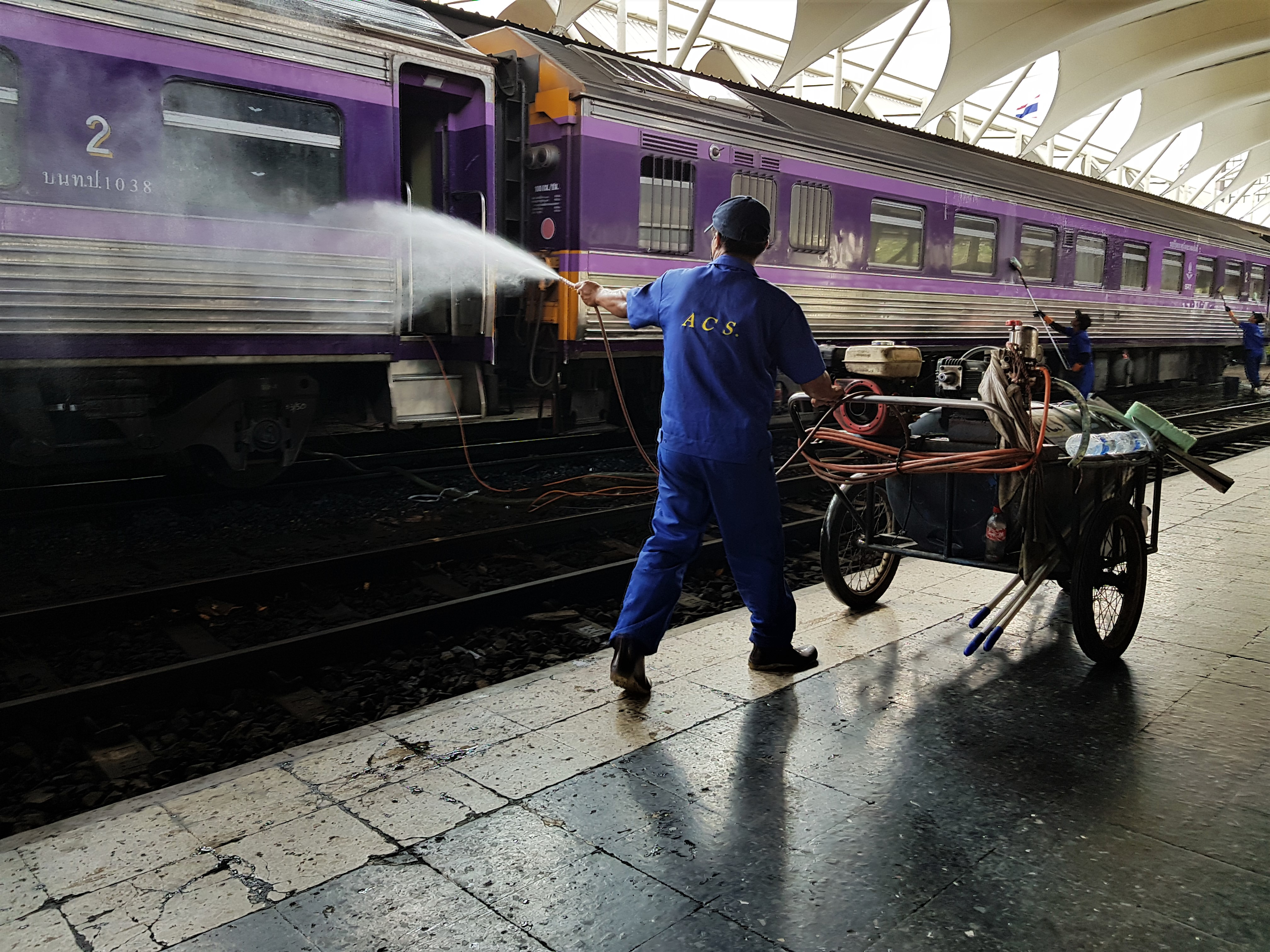
غسل قطار في محطة هوا لامفونغ